# 2002年11月中国大陆

## 11月6日
- 国务院办公厅印发《关于促进农产品加工业发展意见的通知》，提出发展农产品加工业的指导思想和目标[1]。
- 中华人民共和国国务院批复同意组建中国黄金集团公司[2]。

## 11月8日
- 11月8日至11月14日，中国共产党第十六次全国代表大会在北京举行[3]。

## 11月14日
- 中共十六大通过了关于《中国共产党章程（修正案）》的决议，“三个代表”被载入中国共产党章程。

## 11月15日
- 中共十六届一中全会在北京召开，胡锦涛当选中国共产党中央委员会总书记[3]。

## 11月16日
- 全球首例非典型肺炎出现在广东佛山。